# Yongcui Xiang
Yongcui Xiang (kinesiska: 拥翠, 拥翠乡) är en socken i Kina. Den ligger i provinsen Yunnan, i den sydvästra delen av landet, omkring 230 kilometer väster om provinshuvudstaden Kunming. Antalet invånare är 18 000. Befolkningen består av 9 008 kvinnor och 8 992 män. Barn under 15 år utgör 21,0 %, vuxna 15-64 år 69 %, och äldre över 65 år 8,0 %.
Genomsnittlig årsnederbörd är 1 029 millimeter. Den regnigaste månaden är juli, med i genomsnitt 243 mm nederbörd, och den torraste är januari, med 10 mm nederbörd.